# Каркашур (Балезинский район)
Каркашу́р — бывшая деревня в Андрейшурском сельском поселении Балезинского района Удмуртии. Центр поселения — село Андрейшур.
Деревня находится на реке Пулыбка. До Андрейшура — 2,5 километра.
Население — 20 человек в 1961.